# Gmina Kock
Die Gmina Kock ist eine Stadt-und-Land-Gemeinde im Powiat Lubartowski der Woiwodschaft Lublin in Polen. Ihr Sitz ist die gleichnamige Stadt (deutsch Kotzk).

## Geographie
Die Gemeinde liegt ca. 40 km nördlich von Lublin und ca. 120 km südöstlich von Warschau am Rande der Hochebene Pradolina Wieprza und Równina Łukowska. Sie hat eine Flächenausdehnung von 100,62 km². 71 % des Gebiets werden landwirtschaftlich genutzt, 17 % sind mit Wald bedeckt. Auf dem Gemeindegebiet mündet der Fluss Czarna in die Tyśmienica.

## Geschichte
1973 wurde die Gmina Kock gebildet, von 1975 bis 1998 gehörte sie zur kleiner zugeschnittenen Woiwodschaft Lublin.

## Gliederung
Zur Stadt-und-Land-Gemeinde (gmina miejsko-wiejska) Kock gehören folgende Dörfer (Die Zahl in Klammern gibt die Einwohnerzahl wieder):
Annopol (220), Annówka (85), Białobrzegi (390), Białobrzegi-Kolonia, Bożniewice (130), Górka (664), Lipniak (100), Poizdów (371), Poizdów-Kolonia, Ruska Wieś (165), Talczyn (707), Talczyn-Kolonia, Wygnanka (144) und Zakalew (153). Zum Teil sind diese Sitz eines Sołectwo (Schulzenamt).

## Bildung
Die Gmina Kock verfügt über einen Kindergarten (przedszkole), fünf Grundschulen  (szkoła podstawowa), zwei Mittelschulen (gimnazjum) und ein allgemeinbildendes Gymnasium mit technischer Berufsausbildung (Liceum ogólnokształcące i Technikum).